# Herrschaft Broich

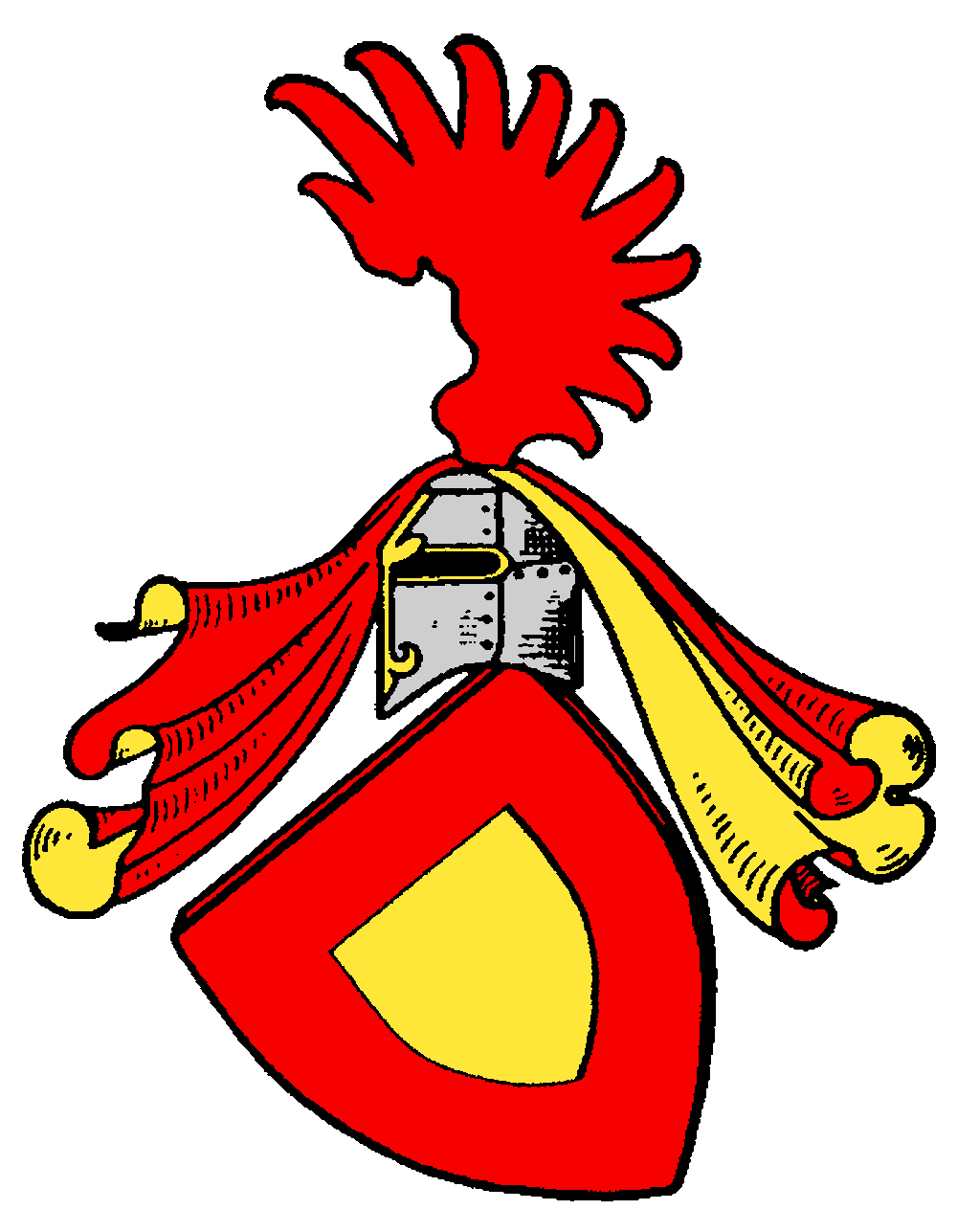
Wappen der Herren von Broich / de Brouch

Die Herrschaft Broich war im Spätmittelalter und in der Frühen Neuzeit eine Unterherrschaft des Herzogtums Berg. Sie wurde im Jahr 1806 aufgehoben. Die Herren von Broich hatten ihre Residenz auf Schloss Broich. Es besteht keine Stammesverwandtschaft zu dem jülichschen Geschlecht derer von Broich.

## Lage

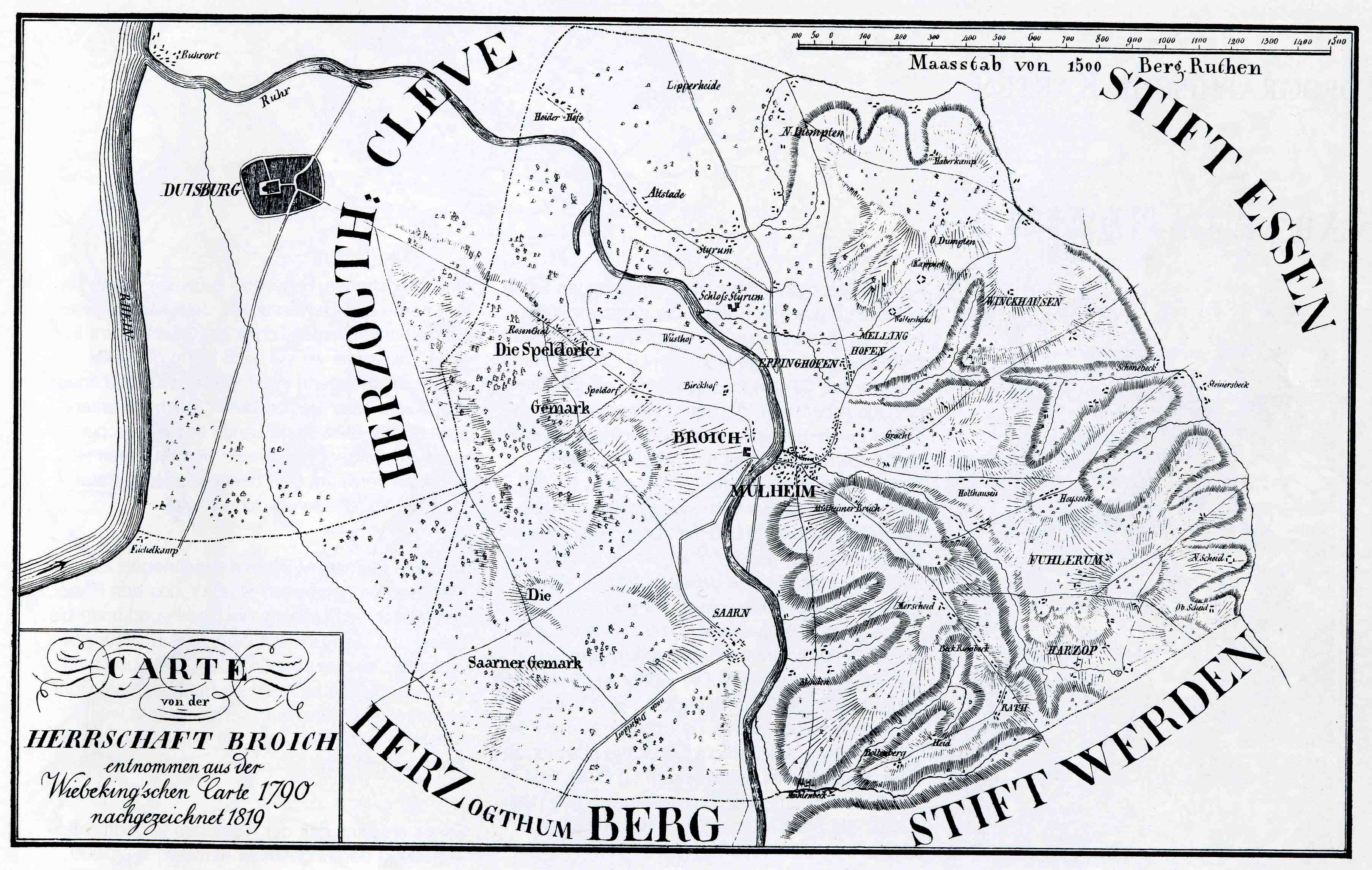
Die Herrschaft um 1790

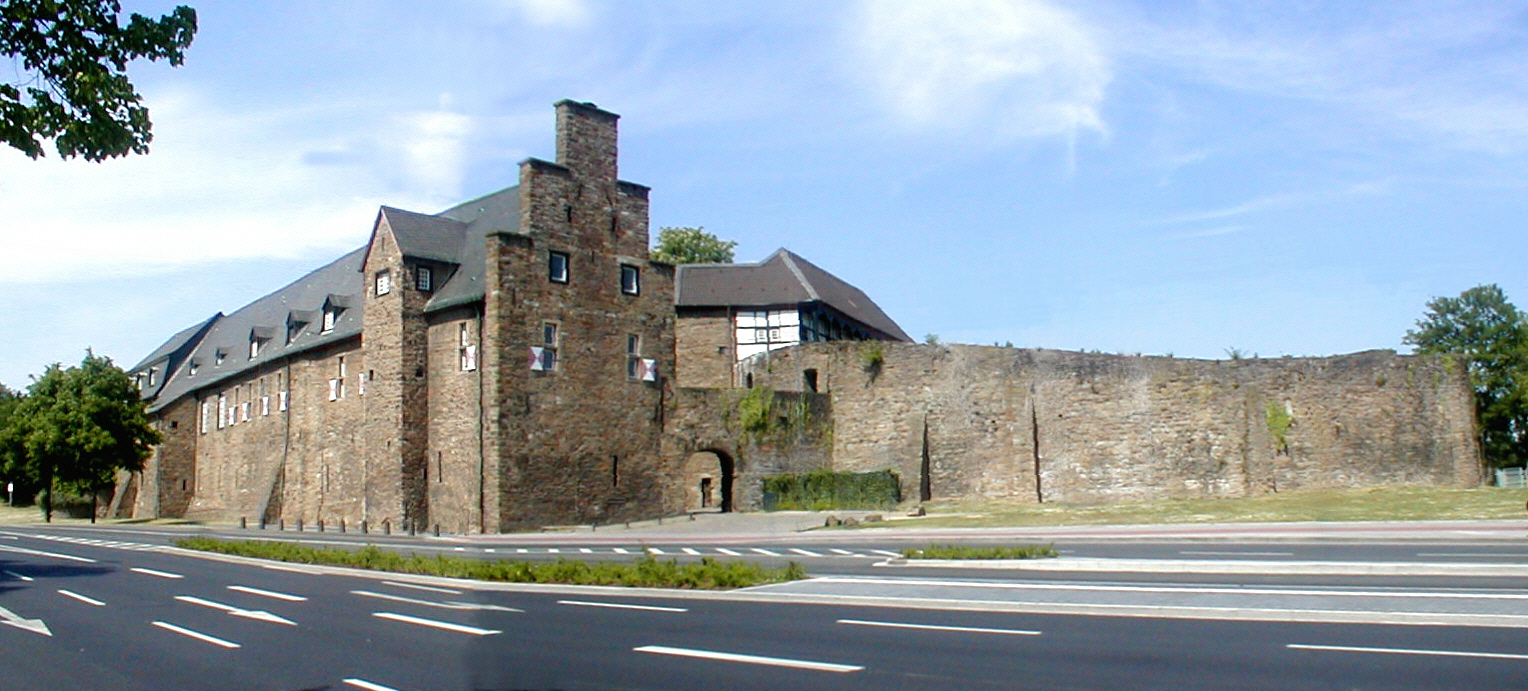
Schloss Broich in Broich (Mülheim an der Ruhr), Sitz der Herrschaft Broich

Die Herrschaft deckte sich mit dem Kirchspiel und dem Amt Mülheim und umfasste in etwa die heutigen Stadtteile Alstaden, Styrum, Dümpten, Heißen, Speldorf, Broich, Altstadt I, Altstadt II, Menden und Holthausen, Fulerum, Haarzopf und Saarn, wobei beim Letzteren Mintard und Selbeck auszuklammern sind, die zum herzoglichen Amt Angermund gehörten.
Die Herrschaft grenzte an das Herzogtum Kleve, an die Gebiete des Reichsstifts Essen und der Reichsabtei Werden sowie an das Herzogtum Berg selbst. Innerhalb der Herrschaft befand sich das Zisterzienserinnenkloster Saarn und als Enklave die reichsunmittelbare Herrschaft Styrum, die sich im südlichen Styrum und im nördlichen Speldorf und Broich befand und als Residenz das Schloss Styrum aufwies.

## Wappen
Das Stammwappen zeigt in Rot ein goldenes Schildchen. Auf dem Helm mit rot-goldenen Decken ein roter Flug (oder ein wie der Schild bez. Flug).
Das Wappen ist im Stadtwappen der Stadt Mülheim an der Ruhr erhalten.

## Die Herren von Broich
| Linie der Edelherren und Ritter von Broich |           |   |                         | |
| | 010930    | 1 | Burkhard I.             | |
| | 011400    | 1 | Dietrich I.             | |
| | 1140–1150 | 1 | Burkhard II.            | ⚭ Uda |
| | 1166–1190 | 1 | Dietrich III.           | |
| | 1241–1272 | 1 | Burkhard III.           | ⚭ 1243 Gräfin Agnes von Isenberg, Tochter von Graf Friedrich von Isenberg                                     |
| | 1250–1310 | 1 | Dietrich IV.            | ⚭ Lysa von Mörs                                                                                               |
| | 1310–1317 | 1 | Adolf                   | |
| | 1320–1366 | 1 | Burkhard V.             | ⚭ Lukardis |
| | 1348–1372 | 1 | Dietrich V.             | ⚭ Katharina von Steinfurt                                                                                     |
| Offenbar heiratete mit Clarisse de Brouch eine Tochter von Dietrich III. von Broich in das luxemburgische Geschlecht Meysembourg ein. Clarisse und ihr Ehemann Wauthier de Meysembourg hatten einen Sohn namens Thierry sire de Brouch, Ritter, ca. 1270–1304, der das Wappen der Edelherren von Broich führte. |           |   |                         | |
| Linie der Grafen von Limburg-Broich |           |   |                         | |
| | 1372–1397 | 2 | Dietrich IV.            | ⚭ 3. Juli 1371 mit Lukardis, Erbtochter von Dietrich V. von Broich                                            |
| | 1397–1437 | 2 | Wilhelm I.              | ⚭ 24. April 1403 mit Gräfin Mechthild von Reifferscheidt                                                      |
| | 1400–1439 | 2 | Dietrich V.             | ⚭ 3. März 1415 mit Henrika von Wisch                                                                          |
| | 1439–1446 | 2 | Heinrich                | ⚭ 1450 mit Gräfin Irmgard von Boineburg                                                                       |
| | 1446–1473 | 2 | Wilhelm II.             | ⚭ 1463 mit Jutta von Runkel                                                                                   |
| | 1473–1508 | 2 | Johann                  | ⚭ 1492 mit Elisabeth von Neuenahr                                                                             |
| Linie der Grafen von Daun-Falkenstein |           |   |                         | |
| | 1508–1546 | 2 | Wirich V.               | ⚭ 14. November 1505 mit Gräfin Irmgard von Sayn, Nichte und Adoptivtochter von Graf Johann von Limburg-Broich |
| | 1546–1554 | 2 | Philipp                 | ⚭ 28. September 1552 mit Maria Caspara von Holtey                                                             |
| | 1554–1598 | 2 | Wirich VI.              | ⚭ 18. Dezember 1578 mit Gräfin Elisabeth von Manderscheid-Blankenheim-Gerolstein                              |
| | 1598–1613 | 2 | Johann Adolf            | ⚭ 1611 mit Gräfin Anna Maria von Nassau-Siegen                                                                |
| | 1613–1682 | 2 | Wilhelm Wirich          | ⚭ 1634 mit Gräfin Elisabeth von Waldeck                                                                       |
| Linie der Grafen von Leiningen-Dagsburg |           |   |                         | |
| | 1682–1686 | 2 | Emich Christian         | ⚭ 1664 mit Christine Luise, Tochter von Graf Wilhelm Wirich von Daun-Falkenstein                              |
| | 1686–1698 | 2 | Johann Carl August      | ⚭ 5. Dezember 1685 mit Gräfin Johanna Magdalena von Hanau                                                     |
| | 1698–1766 | 2 | Christian Carl Reinhard | ⚭ 27. November 1726 Gräfin Katharina Polyxena von Solms-Rödelheim                                             |
| | 1766–1806 | 2 | Marie Luise Albertine   | ⚭ 16. März 1748 mit Prinz Georg Wilhelm von Hessen-Darmstadt                                                  |
| 1 – urkundliche Erwähnung 2 – Regierungsdaten |           |   |                         | |